# Wouter Raskin
Wouter Raskin (Bilzen, 4 januari 1972) is een Belgisch Vlaams-nationalistisch politicus voor de N-VA.

## Levensloop
Raskin studeerde aan de sociale hogeschool in Geel en volgde een postacademische opleiding in de sociale economie aan de Universiteit Hasselt. Hij werkte van 1994 tot 2010 als coördinator van een sociale werkplaats in Sint-Truiden.
In 2010 ging Raskin aan de slag voor de N-VA. Hij ondersteunde tot 2014 als provinciaal bewegingsverantwoordelijke de N-VA-werking in de provincie Limburg en vormde de schakel tussen de 42 lokale afdelingen in Limburg en het partijsecretariaat. Raskin werd zelf actief in de N-VA-afdeling van Bilzen en werd in 2012 verkozen tot gemeenteraadslid van de stad. In 2013 werd hij voorzitter van de gemeenteraad, wat hij bleef tot in 2018. Van januari tot april 2019 was Raskin eerste schepen van Bilzen. Vervolgens werd hij fractievoorzitter voor N-VA in de gemeenteraad van Bilzen. Begin 2025 ging Bilzen op in de fusiestad Bilzen-Hoeselt, waar hij in oktober 2024 werd verkozen in de gemeenteraad en fractievoorzitter werd voor zijn partij.
Bij de verkiezingen van mei 2014 stond hij als eerste opvolger op de lijst voor de Kamer van volksvertegenwoordigers in de provincie Limburg. Toen N-VA-volksvertegenwoordiger Steven Vandeput in oktober 2014 minister werd, kwam Raskin als zijn opvolger in de Kamer. Op 14 oktober 2014 legde hij de eed af als federaal volksvertegenwoordiger.
Raskin legde zich als parlementslid toe op verkeersveiligheid en de lokale Limburgse belangen. Toen Vandeput in november 2018 ontslag nam als minister en hierdoor terugkeerde naar de Kamer, verdween Raskin uit het parlement. Bij de verkiezingen van mei 2019 stond Raskin op de tweede plaats van de Limburgse Kamerlijst van N-VA en werd hij opnieuw verkozen in de Kamer, waar hij zich vervolgens ging toeleggen op mobiliteit en sociale zaken. In juni 2024 werd Raskin vanop de derde plaats van de lijst gekozen voor een derde termijn als federaal volksvertegenwoordiger.

## Privé
Wouter Raskin woont in Bilzen samen met zijn vrouw en drie kinderen. Hij is een neef van voormalig Volksunie-parlementariër Evrard Raskin en de broer van Arnoud Raskin, de bezieler van het Mobiele School/StreetWize-project.